# コチャルメルソウ
コチャルメルソウ（小哨吶草、学名：Mitella pauciflora ）は、ユキノシタ科チャルメルソウ属の多年草。

## 特徴
地中の根茎は長く横にはう。花後、地中に鱗片状の葉を互生させた走出枝を出して繁殖する。根出葉は互生し、長さ2-15cmになる葉柄があってまばらに腺毛がはえる。葉身は長さ2-5cm、幅2.5-6cmになる広卵形から卵円形で、基部は深い心形、先は鋭頭または鈍頭で、縁は浅く5裂し、さらに不整の鋸歯がある。葉の両面に立ったあらい毛と微小な腺毛がはえる。
花期は4-6月。花茎は高さ20-30cmになり、茎葉はなく短腺毛が密生し先に2-10個の花を総状花序につける。花柄は長さ2mmになり短腺毛が密生する。萼筒は浅い倒円錐形で腺状突起が密生し、萼裂片は5個あり、長さ1mmの広3角状卵形で花時には開出する。花弁は5個あり、紅紫色または淡黄緑色で、長さは4mmになり羽状に細く7-9裂して「魚の骨」状になり、外面に腺点があり、花時には反曲する。雄蕊は5個あり、萼裂片と互生して花盤上につき、裂開直前の葯は淡黄色になる。子房は下位で、1室に2個の心皮があり、花柱2個は短い。果実は蒴果で、花柱間の縫合線に沿って鐘状に開く。種子は卵状楕円形で長さ約1.2mmになり、種皮は暗緑色になる。

## 分布と生育環境
日本固有種。本州（主に青森県南東部以南 ）、四国、九州に分布し、山地の渓流沿いや湿った林床などに生育する。

## 近似種など
本属の植物は日本には10種ほどがあり、外見的にはどれもかなりよく似ている。花が咲いていないと判断が難しいものも多い。その中で、本種は雄蕊が5本であり、それらが他の種では花弁の基部にあり、つまり花盤（花弁の内側の平坦面）の縁に生じるのに対して、本種では花弁の基部を離れ、花盤の上に生じる点が独特であり、この点を確認すれば区別が容易である。

## ギャラリー
- 雄蕊は花弁の基部から離れた花盤上につく。
- 根出葉に、立ったあらい毛がはえる。
- 葉の裏面にも毛がはえる。